# Маркизио, Карлотта
Карлотта Маркизио (итал. Carlotta Marchisio; 8 декабря 1835, Турин, Турин — 28 июня 1872, Турин) — итальянская оперная певица (сопрано), голос которой отличался подвижностью и красивым тембром; одна из любимых певиц Джоаккино Антонио Россини.

## Биография
Карлотта Маркизио родилась  8 декабря 1835 года в городе Турине в музыкальной семье — её старшая сестра Барбара также стала известной певицей (контральто), а брат Антонино — композитором. Их отец был мастером по музыкальным инструментам.
Барбара и Карлотта обучались пению в Турине у Карлотты Маркьонни (итал. Carlotta Marchionni; 1796–1864). 
Обе дебютировали в 1851 году в Венеции. После начала выступления в 1857 году её сестры, они часто появлялись на сцене вместе. Гастролировали с возрастающим успехом по многим городам Европы, посетили Париж, Брюссель, Берлин, Москву и Санкт-Петербург. Работали в различных театрах Великобритании.
В 1861 году К. Маркизио вышла замуж за австрийского баса Ойгена Куна, выступавшего под именем Эудженио Косселли. 
Карлотта Маркизио умерла 28 июня 1872 года в родном городе при родах.
Её сестра Барбара некоторое время пела соло, а затем сменила сцену на преподавательскую деятельность.